# Heidelberger Sachsenspiegel

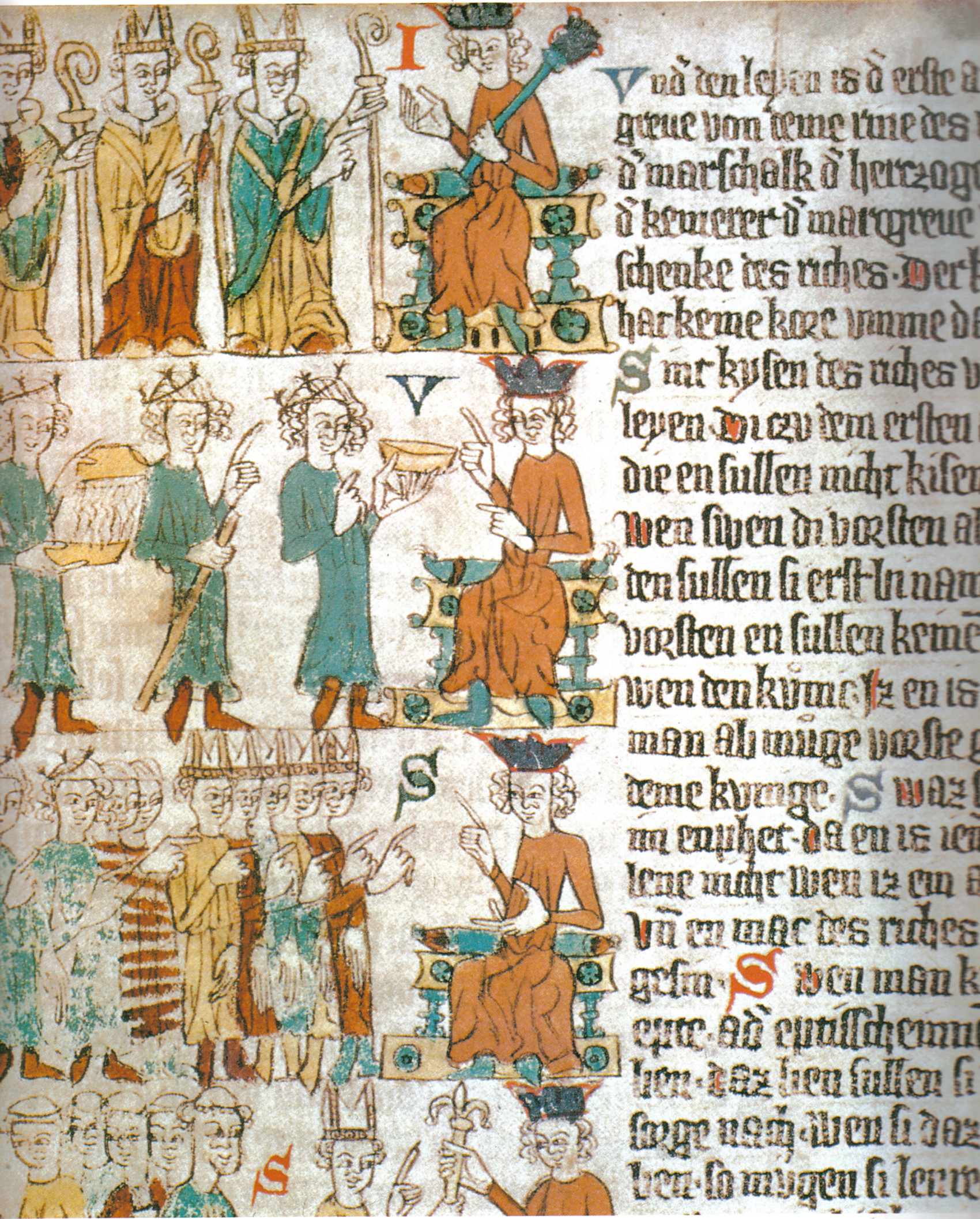
Darstellung der Königswahl im Heidelberger Sachsenspiegel

Der Heidelberger Sachsenspiegel (Cod. Pal. germ. 164 der Universitätsbibliothek Heidelberg) ist eine der vier bekannten Bilderhandschriften des Sachsenspiegels des Eike von Repgow.
Sie ist in Ostmitteldeutschland zu Beginn des 14. Jahrhunderts auf Pergament geschrieben und mit kolorierten Federzeichnungen versehen  worden. In der Schreibsprache sind auch südthüringische Einflüsse erkennbar. 1571 ist sie als Band der Bibliothek von Ulrich Fugger verzeichnet, die auf den Emporen der Heiliggeistkirche aufgestellt worden waren. Von der ursprünglich 92 Blatt umfassenden Handschrift fehlen heute zwei Drittel. Sie weist deutliche Spuren der Benutzung auf.
Im ersten Teil Lehnrecht sind die Abschnitte 1-10 §1 und 14 §3-24 §4 erhalten, im zweiten Teil Landrecht die Abschnitte II 19 §2 – 22 §5, II 48 §12 – III 51 §1 und III 57 §2-91 §3 noch vorhanden. 
Auf fol. 30v steht Von der Herren Geburt, die Zutat eines jüngeren Bearbeiters zu Vorrede 4 des Sachsenspiegels (Nu vor nemet umme der herren gebuort von deme lande czu sachsen... czu lantrechte noch czu lenrecht). Darauf folgte ursprünglich die heute erste Lage mit dem Lehnrecht.